# Ben Lerner
Benjamin S. Lerner (4 de fevereiro de 1979) é um poeta, romancista, ensaísta e crítico americano. Foi bolsista da Fulbright Scholar, finalista do Prêmio Pulitzer de Ficção, finalista do National Book Award, finalista do National Book Critics Circle Award. Também recebeu financiamento da Howard Foundation Fellow, Guggenheim Fellow e MacArthur Fellow.
Em 2011, ganhou o prêmio de poesia e tradução "Preis der Stadt Münster für internationale Poesie", na Alemanha, se tornando o primeiro americano a recebê-lo. Lerner leciona no Brooklyn College, onde foi nomeado Distinguished Professor of English, em 2016.

## Vida e Obra
Lerner nasceu e cresceu em Topeka, Kansas. A cidade figura em todos os seus livros de poesia. Sua mãe é a psicóloga clínica Harriet Lerner. Ele se formou em 1997, na Topeka High School, onde participou de debates e investigações, vencendo o National Forensic League, de 1997, na categoria Fala Extemporânea Internacional. Na Brown University, estudou com o poeta C. D. Wright, e obteve o grau de Bacharel em teoria política e o Master of Arts em poesia.
Lerner também venceu o prêmio Hayden Carruth pelo seu conjunto de 52 sonetos, The Lichtenberg Figures. Em 2004 a obra foi citada pelo Library Journal, como um dos 12 melhores livros de poesia do ano.
Em 2003, Lerner viajou, com uma bolsa Fulbright, para Madrid, Espanha, onde escreveu seu segundo livro de poesia, Angle of Yaw, que foi publicado em 2006. A obra foi finalista do National Book Award. Sua terceira coleção de poesia, Mean Free Path, foi publicada em 2010.
O primeiro romance de Lerner, Estação Atocha, publicado em 2011 (2015, no Brasil), ganhou o Believer Book Award, e foi finalista do Los Angeles Times Book Award, na categoria primeira ficção, e do prêmio Young Lions, da Biblioteca Pública de Nova York. Escrevendo no The Guardian, Geoff Dyer se referiu ao livro como "uma obra tão luminosamente original, em estilo e forma, que parece uma premonição, um cometa do futuro".
Trechos do segundo romance de Lerner, 10:04, ganharam o Terry Southern Prize, da The Paris Review. Escrevendo na Los Angeles Review of Books, Maggie Nelson chamou se referiu ao livro como "uma obra literária quase perfeita".
O romance de 2019 de Lerner, Topeka School, foi aclamado no The New York Times Book Review como "um ponto alto na ficção americana recente". Giles Harvey, na The New York Times Magazine, chamou Topeka School de "o melhor livro do escritor mais talentoso de sua geração". Os ensaios, críticas de arte e críticas literárias de Lerner foram publicados na Harper's, The London Review of Books, The New York Review of Books e The New Yorker, entre outras publicações. Topeka School foi finalista do Prêmio Pulitzer de Ficção de 2020.
Em 2008, Lerner se tornou editor de poesia da Critical Quarterly, uma publicação acadêmica britânica. Em 2016, se tornou o primeiro editor de poesia da Harper's. Lerner lecionou no California College of the Arts e na Universidade de Pittsburgh e, em 2010, ingressou no corpo docente do programa Master of Arts do Brooklyn College.
Lerner recebeu uma bolsa MacArthur, em 2015. Em 2016, tornou-se membro do New York Institute for the Humanities.

### Poesia
- The Lichtenberg figures. Port Townsend: Copper Canyon Press. 2004
- Angle of Yaw. Port Townsend: Copper Canyon Press. 2006. ISBN 9781556592461
- Mean Free Path. Port Townsend: Copper Canyon Press. 2010. ISBN 9781619320741
- No Art. [S.l.: s.n.] 2016 Collection of previous three volumes.

### Romances
- Estação Atocha, Trad. Gianluca Giurlando. Editora Rádio Londres, 2015. ISBN 8567861047
- 10:04, Trad. Maira Parula. Editora Rocco, 2014. ISBN 978-85-325-3029-5
- Topeka School, Trad. Maira Parula. Editora Rocco, 2019. ISBN 978-85-325-3188-9

### Contos
Contos
| Título               | Ano  | Publicado pela primeira vez | Reimpresso/coletado | Notas                                           |
| -------------------- | ---- | --------------------------- | ------------------- | ----------------------------------------------- |
| Ross Perot e a China | 2019 |                             |                     | incluído na Escola Topeka (páginas de abertura) |
| Café Loup            | 2022 |                             |                     |                                                 |

### Não-ficção
The Hatred of Poetry. Originais FSG, 2016.

## Prêmios
- 2003 - Prêmio Hayden Carruth[23]
- 2003–2004 – Bolsa Fulbright[24]
- 2006 – Finalista, National Book Award[25] por Angle of Yaw .
- 2006 – Finalista, Northern California Book Awards por Angle of Yaw[26]
- 2007 – Ganhador como Livro Notável do Kansas, Angle of Yaw
- 2010–2011 – Bolsa da Fundação Howard[27]
- 2011 – Vencedor do Preis der Stadt Münster für internationale Poesie[2]
- 2011 – Finalista, Los Angeles Times Book Award para primeira ficção[28]
- 2012 – Finalista, Young Lions Fiction Award da New York Public Library[29]
- 2012 – Finalista, William Saroyan International Prize for Writing[30]
- 2012 – Finalista, Prêmio PEN/Bingham[31]
- 2013 – Finalista, James Tait Black Memorial Prize[32]
- 2013 – Bolsa Guggenheim[33]
- 2014 – Terry Southern Fiction Prize da The Paris Review[34]
- 2014 – Finalista, Prêmio Folio[35]
- Vencedor de 2015–2020, MacArthur Foundation Fellowship
- Finalista 2019, Prêmio Folio
- Finalista de 2019, National Book Critics Circle Award
- Vencedor de 2019, Kansas Book Award
- Vencedor de 2019, Los Angeles Times Book Prize for Fiction
- Finalista de 2020, Prêmio Pulitzer de Ficção